# リゾートサルーン・フェスタ

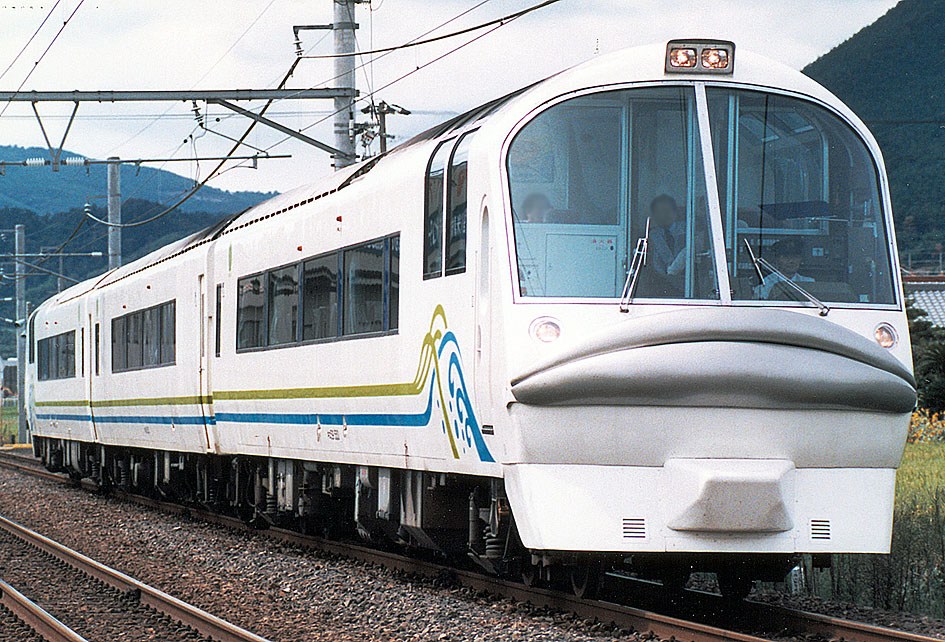
リゾートサルーン・フェスタ（口が閉じた状態）

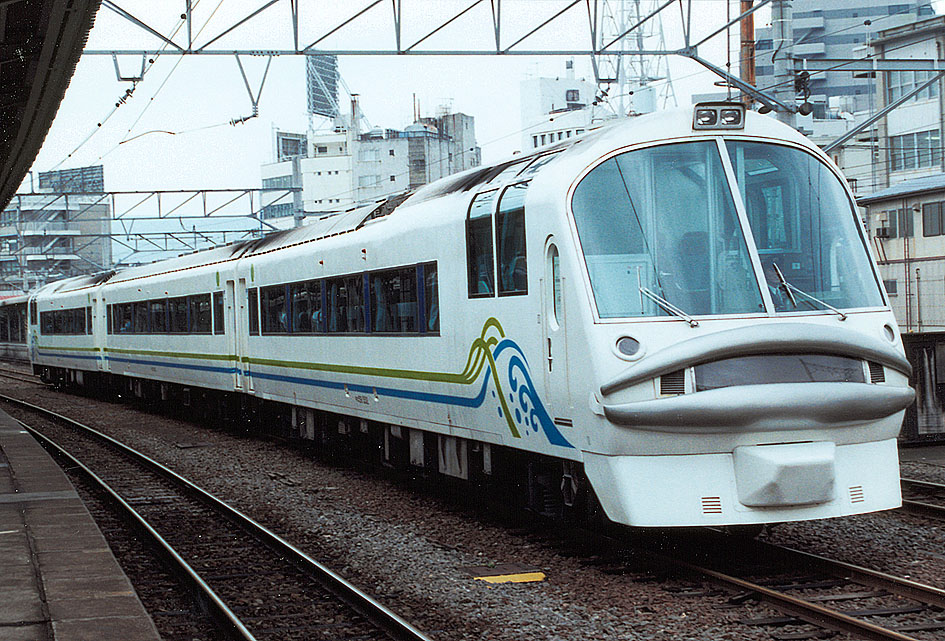
リゾートサルーン・フェスタ（口が開いた状態）

リゾートサルーン・フェスタは、西日本旅客鉄道（JR西日本）が1988年（昭和63年）から2003年（平成15年）まで保有していた鉄道車両（気動車）で、ジョイフルトレインと呼ばれる車両の一種である。
JR西日本広島支社向けのジョイフルトレインとして、1988年にキハ58系気動車を改造して製作された。改造工事は幡生車両所（現・下関総合車両所本所）により実施されている。

## 構造

### 車体
先頭車の車体の前位側約半分は天窓を付けたハイデッカーとして眺望を良くし、後位側約半分は従来の車体をベースにした構造である。車体前頭部は後退角をつけた曲線的な形状となっており、前面窓は大形の曲面ガラス2枚で構成されていた。前面下部はスカートで覆っている。前面窓下には大きな「口」が取り付けられており、下唇に当たる部分を空気圧により上下に動かし、口を開閉させることが可能だった。上唇は固定されている。口の内部にはLEDの電光掲示板とスピーカーが内蔵されており、口を開いてスピーカーから音声を発することが可能であった。前面上部に前照灯を、前面のガラスと口の間に尾灯を装備している。
運転室は直後の客室より低い位置に配置しており、ハイデッカー部分の客室からの前面展望が可能な構造となっている。中間車の運転台は運転室ごと撤去されている。
側面窓は従来の窓2枚分の開口部をつなぎ、1枚の横長の固定窓として展望を向上させている。側面出入口の配置は海側と山側（山陽本線基準。以下同様）で異なっており、海側については先頭車の連結面側車端部と中間車の両端に折り戸を設置しているが、山側については先頭車の出入口はすべてふさぎ、中間車の両端には引き戸を設置している。
先頭車の平屋部分と中間車の屋根の両側面にはカバーを取り付け、視覚的な高さをハイデッカー部分と揃えている。
車体塗装は白地で、車体側面裾に青色と黄緑色のラインを入れた塗装である。側面窓の間を青色に塗装して窓を連続的に見せている。

### 主要機器
従来のDT22C形台車（動力）/TR51C形（付随）、DMH17Hエンジンのままである。
冷房装置については先頭車では部分的にハイデッカーとなるため従来のAU13A形分散式冷房装置を3台残し、これとは別に車体中央部に大容量の冷房装置を設置している。中間車では従来のAU13A形を2台減らして5台設置としている。冷房電源は4VK発電用エンジン・DM83形発電機のままである。

### 車内

#### 先頭車
運転室後方に定員8名の展望室、その後方に定員36名の一般客室を配置した構造である。展望室はハイデッカーとなっており、運転室側に向けて固定したクロスシートを階段状に配置している。一般客室の座席は横4列配置のリクライニングシートで、1120mm間隔で配置されており、45度ごとに固定することが可能である。一般客室の両端部にはカラオケ、ビデオ機器、モニターテレビなどのAV機器を設置している。
従来の便所・洗面所は撤去し、出入口の向かいに洋式便器と洗面台を一室にまとめた化粧室を新設している。
前頭部の窓は、改造工期短縮とガラス窓を成型する型の制作コストを抑制するため、JR東日本のジョイフルトレイン「スーパーエクスプレスレインボー」の展望車と同じ窓を利用して、下部を切り詰めたものを使用している。

#### 中間車
中間車は完全なフリースペースで、カフェラウンジとミニシアターを設けている。
カフェラウンジでは「コ」の字形のソファを3組設置し、ラウンジの一角に飲み物などのサービスができるカウンターテーブルを設置している。ミニシアターは絨毯敷きで、客室とは別系統のAV機器を設置している。
従来の便所・洗面所は撤去し、出入口の隣に男子用小便所を新設している。

## 編成
以下の3両編成で構成されていた。車両番号の横の（ ）内は旧車両番号。すべてグリーン車扱いである。
- キロ59 552（キハ58 295） - 先頭車、定員44人
- キロ29 553（キハ28 2056） - 中間車、フリースペース
- キロ59 553（キハ58 135） - 先頭車、定員44人

## 車両配置と運用
落成後は広島運転所に配置され、1988年7月26日に臨時列車「ブルーライナー」で運行を開始し、多客臨時列車や団体臨時列車で運用された。
2001年（平成13年）11月11日に広島 → 小郡（現・新山口）間で運行された「快速さよならフェスタ」をもって運用を終了した。廃車後、タイ国有鉄道へ無償譲渡される予定となっていたが、老朽化が激しかったことや、タイ側から最終的な調整の話が得られず破談となり、2003年7月25日付で廃車となった。2004年（平成16年）2月22日に下関車両センター（現・下関総合車両所本所）で解体され、前頭部の一部が主な走行区間であった山口県長門市の民家に保存されている。
また、末期の頃には朝日放送の人気番組、探偵!ナイトスクープ（2000年2月18日放送「クチビル電車がコンニチハ？」）でも取り上げられた事もあった。